# Ron Campbell (animador)
Ron Campbell (Seymour, Victoria, Australia, 26 de diciembre de 1939-Phoenix, Arizona, Estados Unidos, 22 de enero de 2021) fue un animador, director y productor australiano, reconocido por participar en la creación de la serie de televisión animada The Beatles y en la película Yellow Submarine.

## Carrera temprana
La carrera de Ron Campbell comenzó en 1958, animando varios comerciales para la televisión australiana. Sin embargo, cuando Al Brodax trajo sus dibujos animados a Krazy Krat y a Beetle Bailey a Australia para su producción, Campbell fue reclutado para el proyecto.
Después de Krazy Kat, Campbell pasó a dirigir muchas entregas de la serie de televisión The Beatles para King Features. El programa debutó el 25 de septiembre de 1965 y siguió siendo el número uno en las calificaciones en sus cuatro años de ejecución. Más tarde escribió el prólogo del libro Beatletoons: The Real History Behid The Cartoon Beatles, donde también se habla extensamente de su participación en el programa.

## Yellow Submarine
En 1968, Al Brodax volvió a contratar a Campbell en Londres, donde estaba produciendo el largometraje animado de los Beatles, Yellow Submarine. Brodax le preguntó a Campbell y a su colega Duane Crowther si podían animar muchas de las secuencias conectadas de la película. Juntos, posteriormente terminaron animando alrededor de 12 minutos, o aproximadamente una séptima parte de toda la película. En sus memorias de 2004 Up Periscope Yellow , relatan la realización de Yellow Submarine, Brodax acredita a Campbell por ayudar esencialmente a reunir varios elementos de la película. Como uno de los animadores de la película, Ron Campbell contribuyó al libro, Inside the Yellow Submarine - The Marking of The Beatles Animated Classic por Robert Hieronimus, una perspectiva histórica única sobre la realización de una película..

## Ron Campbell Films, Inc.
En 1971, Campbell fundó su propio estudio de animación, Ron Campbell Films Inc.; el primer proyecto de la compañía también lo colocaría como productor asociado del especial de televisión de ABC, Nanny and the Professor.
También produciría y dirigiría la animación en los programas infantiles ganadores de premios Emmy y Peabody, The Big Blue Marbe y Sesame Street. Después de esto, Campbell trabajó en la exitosa serie animada, Los Pitufos.

## Disney, Nickelodeon y la jubilación
La década de 1990 llevó a Campbell a Disney Animation, donde trabajó en varios dibujos animados, entre ellos: Bonkers, Goof Troop, The New Adventures of Winnie the Pooh y Darkwing Duck. Además de esto, también trabajó con Klasky - Cruspo para Nickelodeon, y participó en el Storyboard de programas como: Rugrats, Rocket Power y Duckman para USA Network.
Cuando se jubiló, Campbell vivió en el área de Phoenix, Arizona y creó pinturas originales de arte Pop,, basadas en las películas en las que participó de una forma u otra. Sus pinturas se vendieron a través del Rock Art Show de Scott Segelbaun, con quien exhibía y vendía regularmente sus obras de arte en varias galerías de arte en toda América del Norte.

## Muerte
Campbell murió el 22 de enero de 2021 a los 81 años en Phoenix, Arizona.